# Dorian Scott
Dorian Scott (ur. 1 lutego 1982) – jamajski lekkoatleta, kulomiot.

## Osiągnięcia
- srebro Igrzysk Wspólnoty Narodów (Melbourne 2006)
- 5. miejsce podczas Pucharu świata (Ateny 2006)
- srebrny medal Igrzysk panamerykańskich (Rio de Janeiro 2007)
- 6. miejsce na halowych mistrzostwach świata (Walencja 2008)
- srebrny medal igrzysk Wspólnoty Narodów (Nowe Delhi 2010)[1]
- wielokrotny mistrz i rekordzista kraju

W 2008 Scott reprezentował Jamajkę na igrzyskach olimpijskich w Pekinie, gdzie zajął 15. w eliminacjach pchnięcia kulą i nie zakwalifikował się do 12-osobowego finału.

## Rekordy życiowe
- pchnięcie kulą - 21.45 (2008) były rekord Jamajki
- pchnięcie kulą (hala) - 20.62 (2008) rekord Jamajki